# Día de la Madre
El Día de la Madre es una festividad que se celebra en honor a las madres en gran parte del mundo y en diferentes fechas del año, dependiendo del país, cultura y nación en que se celebre.

## Historia
Las primeras celebraciones del Día de la Madre se remontan a la antigua Grecia, donde se le rendían honores a Rea, la madre de los dioses Zeus, Poseidón y Hades. Posteriormente los romanos llamaron a esta celebración Hilaria cuando la adquirieron de los griegos. Se celebraba el 15 de marzo en el templo de Cibeles y durante tres días se realizaban ofrendas. Con la llegada del cristianismo se transformaron estas celebraciones para honrar a la Virgen María, la madre de Jesús. 
En Inglaterra hacia el siglo XVII, tenía lugar un acontecimiento similar, también relacionado con la Virgen, que se denominaba domingo de las Madres. Los niños concurrían a misa y regresaban a sus hogares con regalos para sus progenitoras. Además, como muchas personas trabajaban para gente acaudalada y no tenían la oportunidad de estar en sus hogares, ese domingo se le daba el día libre para visitar a sus familias.
Sin embargo el origen contemporáneo de esta celebración se remonta a 1865, cuando la poeta y activista Julia Ward Howe organizó manifestaciones pacíficas y celebraciones religiosas en Boston, en donde participaron madres de familia que fueron víctimas de la Guerra de Secesión. Ella propuso establecer un día especial como una forma de reconciliar a las partes en conflicto. Por esa misma época, Ann Jarvis, activista de Virginia, viendo el éxito de las convocatorias de Howe, organiza también reuniones, en donde las madres se reunían para intercambiar opiniones sobre distintos temas de actualidad.
Las reuniones por el Día de la Madre continuaron de manera regular durante los siguientes años. Howe continuó trabajando por otras vías por los derechos de las mujeres y por la paz. El 12 de mayo de 1905 Ann Jarvis fallece, su hija Anna Jarvis para conmemorar su fallecimiento cada año organizaba un Día de la Madre cada segundo domingo de mayo. En 1907 Jarvis comenzó una activa campaña para que la fecha tenga reconocimiento oficial que fue extendiéndose a todo el territorio de los Estados Unidos tomando como base la demanda de Howe. Jarvis empezó a escribir a personalidades influyentes de la época para que apoyaran su petición. Finalmente se dio reconocimiento oficial del Día de la Madre en 1914, con la firma del presidente Woodrow Wilson.

## Calendario por país

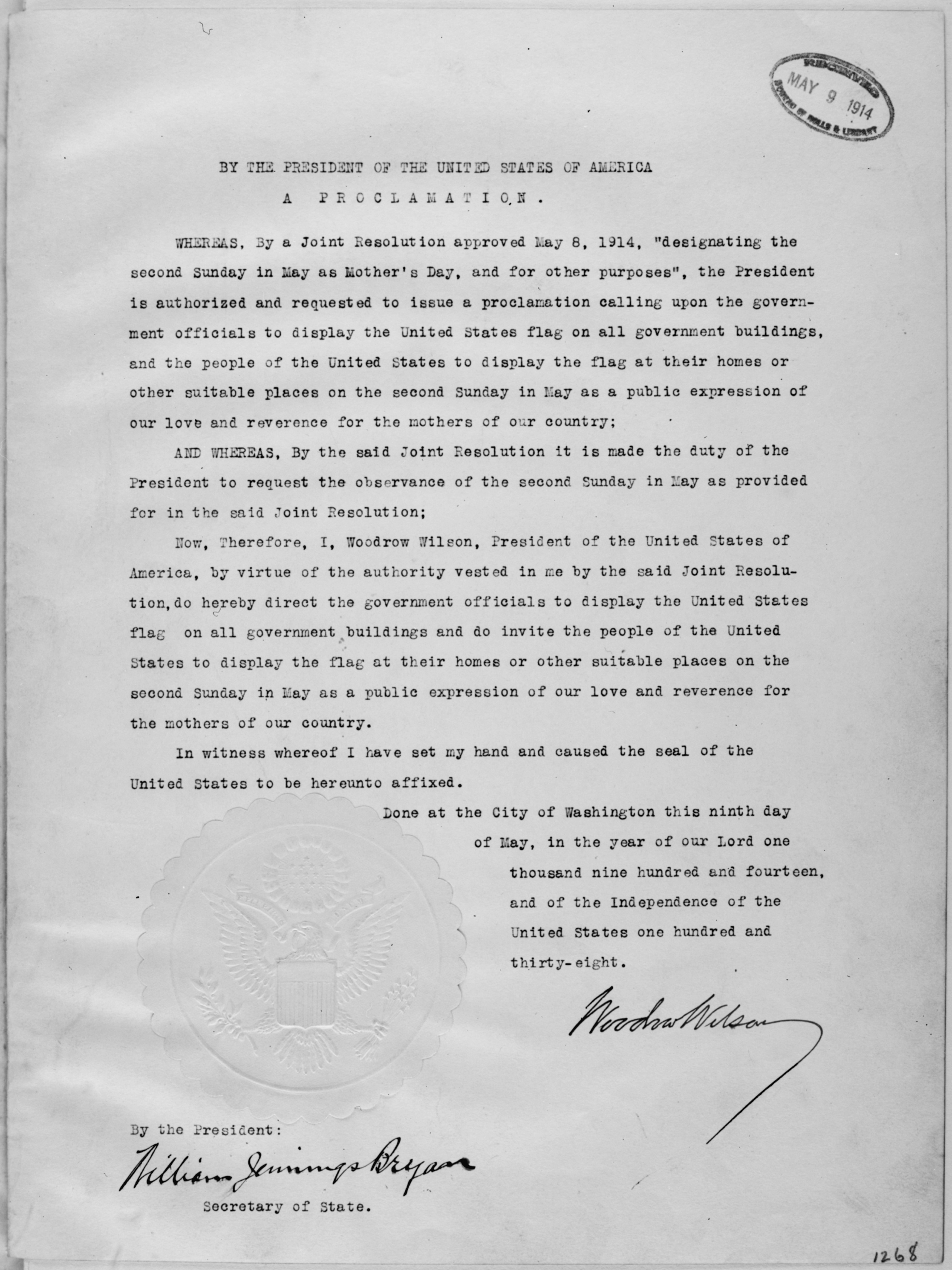
Declaración oficial del Día de las Madres del Gobierno de los Estados Unidos en 1914.

Los días correspondientes a las celebraciones se muestran según el calendario gregoriano.
El Día Internacional de la Mujer Trabajadora o Día Internacional de la Mujer se celebra el día 8 de marzo y coincide con el Día de la Madre y la fiesta nacional en algunos países.
| Día de celebración                              | País |
| ----------------------------------------------- | --- |
| Segundo domingo de febrero                      | Noruega |
| Cuarto domingo de cuaresma                      | Irlanda, Reino Unido (Mothering Sunday) se levanta la cuaresma para hacer un homenaje hacia la mujer que es madre, Nigeria |
| 3 de marzo                                      | Georgia |
| 8 de marzo (Día Internacional de la Mujer)      | Albania, Bosnia y Herzegovina, Bulgaria, Macedonia del Norte, Montenegro, Rumania, Serbia, Tayikistán, Uzbekistán, Algunos países que pertenecieron a la URSS |
| 21 de marzo (Día de la primavera)               | Arabia Saudita, Baréin, Egipto, Líbano, Marruecos, Siria |
| 7 de abril                                      | Armenia |
| 10 de mayo                                      | El Salvador, Guatemala, Chile, México |
| 13 de mayo                                      | Catar, Surinam |
| Primer domingo de mayo                          | Andorra (Día de la Mare), Angola, España (la celebración se trasladó en 1965 del 8 de diciembre al primer domingo de mayo), Hungría, Lituania, Portugal, Sudáfrica |
| Segundo domingo de mayo                         | Alemania, · Australia, · Austria, · Bangladés, · Bélgica, · Brasil, · Canadá, · China, · Colombia (excepto Norte de Santander), · Croacia, · Cuba, · Dinamarca, · Ecuador, · Estados Unidos, · Estonia, · Filipinas, · Finlandia, · Grecia, · Honduras, · Italia, · Japón, · Letonia, · Liechtenstein, · Nueva Zelanda, · Países Bajos, · Perú, · República Checa, · Suiza, · Taiwán, · Tanzania, · Turquía, · Ucrania, · Uruguay, · Venezuela, · Vietnam |
| 8 de mayo (Día de los Padres)                   | Corea del Sur |
| 17 de mayo                                      | Belice, Emiratos Árabes Unidos, India, Omán, Pakistán, Singapur |
| 12 de mayo                                      | Samoa |
| 15 de mayo                                      | Paraguay (en el caso paraguayo se debe a que esta fecha es la del "Día de la Independencia", y consideran a su patria como a la Madre Patria) |
| 26 de mayo                                      | Polonia |
| 27 de mayo                                      | Bolivia (a causa de las Heroínas de la Coronilla) |
| 30 de mayo                                      | Nicaragua |
| Último domingo de mayo                          | Norte de Santander (Colombia), Francia (primer domingo de junio si coincide con Pentecostés), Argelia, Haití, Túnez, República Dominicana, Suecia |
| 12 de agosto                                    | Tailandia (Cumpleaños de la reina Sirikit Kitiyakara) |
| 15 de agosto, Día de la Asunción                | Amberes (Bélgica), Costa Rica |
| Tercer domingo de octubre                       | Argentina |
| 14 de octubre                                   | Bielorrusia |
| 16 de noviembre                                 | Corea del Norte |
| Último domingo de noviembre                     | Rusia |
| 8 de diciembre, Día de la Inmaculada Concepción | Panamá |
| 22 de diciembre                                 | Indonesia |

### En Alemania
En Alemania el día de la madre tiene lugar el segundo domingo del mes de mayo de cada año. Se inicia en 1922 y 1923 como una celebración comercial y no política a iniciativa de los floristas alemanes, que animaban a honrar a las madres regalándoles flores. Durante el nacionalsocialismo esta celebración iba relacionada con las madres y la maternidad y queda fuertemente vinculada a la idea de la raza germánica, mostrando a las mujeres con un gran número de hijos como heroínas del pueblo, ya que ayudaban a extender la raza aria. En 1933 el día de la madre pasa a ser una festividad oficial y en 1938 se introduce la Cruz de Honor de la Madre Alemana.
Durante el periodo de la RDA no se celebraba el día de la madre. En su lugar celebraban tan solo el día internacional de la mujer, tal y como hoy en día se hace en Rusia, Albania y Kazajistán, entre otros países. El 8 de mayo de 1949 era el segundo domingo de mayo y en la Alemania ocupada por los aliados («Trizone») sí se celebra el día de la Madre. El 23 de mayo de ese mismo año se aprueba la  actual constitución alemana, con lo que se constituye la República Federal de Alemania. A partir de entonces volvería a celebrarse esta fecha en Alemania. Si bien no es una festividad oficial, al caer en domingo suele ser un día libre para la mayoría de la gente y se permite excepcionalmente en casi toda la república federal que las floristerías abran al público. Tan solo en Baden-Wurtemberg se impide su apertura si ese domingo coincide con otra festividad (usualmente coincide cada varios años con el Pentecostés).

### En Argentina
En la República Argentina, se conmemora el tercer domingo de octubre, en referencia a la conmemoración de la maternidad de Santa María.

### En Bolivia
En Bolivia se celebra el 27 de mayo, en conmemoración a las Heroínas de la Coronilla que enfrentaron al ejército realista durante la Guerra de la Independencia de Bolivia el año de 1812 en la colina de San Sebastián, en la ciudad de Cochabamba, quienes sacrificaron sus vidas por combatir a las tropas realistas españolas.
Ese año, el general español Goyeneche, a la cabeza de las tropas españolas, se dirigió a Cochabamba con el afán de frustrar la revolución liderada por Esteban Arze.Como no había hombres en la ciudad( porque estaban en otras batallas en el país) y a fin de proteger a sus hijos, las mujeres de la ciudad decidieron organizarse y armarse para hacer frente a los españoles. Escalaron la colina de San Sebastián (la Coronilla) con la consigna: “nuestro hogar es sagrado” y exhibiendo la imagen de la virgen de la Merced. Ellas pretendían bloquear el ingreso de las tropas españolas, pero fueron masacradas y tres días después la ciudad estaba ocupada por los españoles.

### En Brasil
La primera conmemoración remontaría al 12 de mayo de 1918 en Porto Alegre, y fue organizada por Associação Cristã de Moços.
En 1932, el entonces presidente Getúlio Vargas, a petición de la Federación Brasileña de Mujeres Feministas para el Progreso, ofició como fecha de celebración el segundo domingo de mayo en todo el país. La iniciativa formaba parte de la estrategia de las feministas que buscaban valorar la importancia de la mujer en la sociedad, incentivadas por las perspectivas que se abrían tras ganar el derecho a voto en febrero del mismo año. En 1947, el cardenal arzobispo de Río de Janeiro Jaime de Barros Câmara determinó que esta fecha también fuera parte del calendario oficial de la Iglesia católica.

### En Chile
En 1976, mediante el decreto supremo 1110, se estableció el 10 de mayo como el Día de la Madre.

### En Colombia
En 1925 el gobierno de Pedro Nel Ospina mediante el decreto 748 de 1926 hizo oficial al segundo domingo del mes de mayo como el día de las madres en todo el territorio nacional. Un tiempo después, en Cúcuta, capital del departamento de Norte de Santander y principal ciudad fronteriza entre Colombia y Venezuela decidió correr la fecha del día de las madres en la ciudad; las razones por las cuales se corrió la fecha del día de las madres no son muy claras, pero la teoría más fuerte apunta a que fue producto de un acuerdo comercial. Actualmente Cúcuta celebra el día de las madres el último domingo de mayo, a diferencia del resto del país que lo celebra el segundo domingo de este mes.

### En Costa Rica
El 15 de agosto se conmemora la Asunción de la Virgen María, quien para los católicos es el mejor ejemplo a seguir en cuanto a maternidad. Es fiesta en todo el país y día no laboral por ley.

### En Ecuador
En Ecuador al igual que otros países de Latinoamérica se celebra el día de la madre el segundo domingo de mayo. Esto se debe a que en 1914 en Estados Unidos se decidió que su celebración sería el segundo domingo de mayo y después la decisión se trasladó a Ecuador y otros países latinoamericanos.

### En España
El día de la madre de España se celebra el primer domingo de mayo desde 1965, aunque nunca se ha declarado oficialmente y tiene un carácter principalmente comercial y popular. En 1925 el funcionario de correos y poeta valenciano Julio Menéndez García publicó un Himno a la Madre en un folleto en el que proponía la celebración del Día de la Madre en todos los países de habla hispana. Nunca se produce la declaración oficial, pero en esa época la iniciativa se adopta a nivel local en distintas fechas; así, por ejemplo, en Madrid se celebra un Día de la Madre el 4 de octubre de 1926, en Granollers se celebra el 6 de mayo. Los antecedentes institucionales se hallan en los años 20. El poeta canario Félix Duarte Pérez lanzó la idea de celebrar un Día de la Madre en el municipio de Breña Baja. Sería en la sesión plenaria del ayuntamiento del mismo municipio en el año 1936 donde se convertiría en el primer municipio de toda España en celebrar este día de forma oficial y anual. En 1939 el Frente de Juventudes del partido único, FET de las JONS, impulsa la celebración del Día de la Madre coincidiendo con la fiesta de la Inmaculada Concepción, el 8 de diciembre. En los primeros años sesenta por iniciativa de una cadena de grandes almacenes (Galerías Preciados), que copia de la costumbre implantada en Cuba, se celebra también el Día de la Madre el primer domingo de mayo (El Corte Inglés, el gran competidor de Galerías Preciados, celebraba la fiesta en diciembre). Las dos fechas, mayo y diciembre, conviven hasta 1965 cuando las autoridades eclesiásticas optan por celebrar la fiesta el 13 de mayo, dentro del MES consagrado a la Virgen, para recuperar el auténtico carácter de la fiesta de la Inmaculada.

### En Italia
En Italia, su nacimiento se remontaría a la década de 1950 por motivos comerciales y religiosos. Así, en 1956 el senador y alcalde de Bordighera Raúl Zaccari junto al presidente de la Feria de las Flores y de la Planta Ornamental de Bordighera-Vallecrosia Giacomo Pallanca decidieron celebrar el Día de la Madre en Bordighera el segundo domingo de mayo de 1956 en el Teatro Zeni; posteriormente, la fiesta tuvo lugar sucesivamente en el Palazzo del Parco. Por otro lado, al año siguiente el párroco de Tordibetto di Assisi Otello Migliosi ideó una celebración el 12 de mayo de 1957, pero no para celebrar a las madres en su calidad social y biológica, sino en su gran valor religioso, cristiano e interreligioso, y como tierra de encuentro y diálogo entre sus diferentes culturas. El 18 de diciembre de 1958 se presentó al Senado un proyecto de ley tendiente a asegurar la creación del Día de la Madre que provocó rechazo en algunos sectores parlamentarios. La celebración se expandió gradualmente en toda Italia, y durante unos cuarenta años siempre cayó el 8 de mayo; solo desde 2000 se ha transformado en una fiesta móvil, que se celebra el segundo domingo de mayo como en muchos otros países de todo el mundo.

### En México
En México el Día de la Madre se celebra anualmente el 10 de mayo, sin ajustarse a días de la semana como otros países. Este día se habría festejado por primera vez en 1911, pero no fue hasta 1922 cuando se habría institucionalizado por iniciativa del director del Excelsior Rafael Alducín con el apoyo del Secretario de Educación José Vasconcelos, ya que se sugiere que «esta iniciativa fue en realidad una reacción a un movimiento feminista» Puebla, es decir, pretendían contrarrestar las ideas de liberación y educación de la mujer que se discutían en Puebla. La celebración incluye el apoyo de distintos entes estatales, incluyendo además cierta connotación religiosa al vincularse con homenajes a la Virgen de Guadalupe en algunos poblados.

### En Panamá
En Panamá la fecha de la celebración del día de la madre empezó en una reunión del Club Rotario de Panamá, a inicios de 1924, cuando se buscaba una fecha oficial para celebrar a las madres en la República de Panamá. 
En un inicio, se estableció el 11 de mayo de 1924 como día oficial, lo cual fue aprobado con una resolución por el entonces presidente panameño, Belisario Porras. 6 años después en 1930, un gremio de mujeres católicas le escribió a Hercilia de Arosemena la esposa del presidente de ese momento, Florencio Harmodio Arosemena, para pedir que el Día de las Madres se cambiara al 8 de diciembre, día de la Inmaculada Concepción. 
La petición se envió a la Asamblea Nacional, aunque esta contó con algunos desacuerdos, dado que podía convertir el Día de las Madres en una fiesta religiosa.
Es el diputado, Aníbal Ríos, quien sugiere pasar el Día de las Madres al 8 de diciembre, pero sin resaltar el hecho religioso de la Inmaculada Concepción.
Al final, el cambio de día se aceptó a través de la Ley 69 del 18 de diciembre de 1930, declarándose el 8 de diciembre como día para homenajear a todas las madres panameñas.

### En Perú
El gobierno de Augusto B. Leguía promulgó La Resolución Suprema N.º 677 el 12 de abril de 1924, que oficializó cada segundo domingo de mayo como el "Día de las Madres".

### En República Dominicana
En República Dominicana se celebra el Día de la Madre el último domingo de mayo.